# Decca
Decca (Декка) — гиперболическая радионавигационная система, работавшая в СДВ диапазоне, впервые была развёрнута во время Второй мировой войны, когда войска союзников нуждались в системе, позволяющей достигнуть точных посадок. Как и в случае с Loran-C, её основным назначением стала навигация в прибрежных водах. Рыболовецкие суда стали основными потребителями системы в послевоенное время, однако она использовалась и на самолётах, включая самые первые разработки дисплеев с перемещающейся картой местности (1949). Система была развёрнута в Северном море и использовалась вертолётами, работающими на нефтяных платформах. После сворачивания системы весной 2000 года она была замещена американской GPS.